# 市立病院前停留場
市立病院前停留場（しりつびょういんまえていりゅうじょう）は、鹿児島県鹿児島市上荒田町にある鹿児島市電の停留場。
鹿児島市交通局の敷設する唐湊線の駅で、鹿児島市電2系統が使用する。

## 歴史

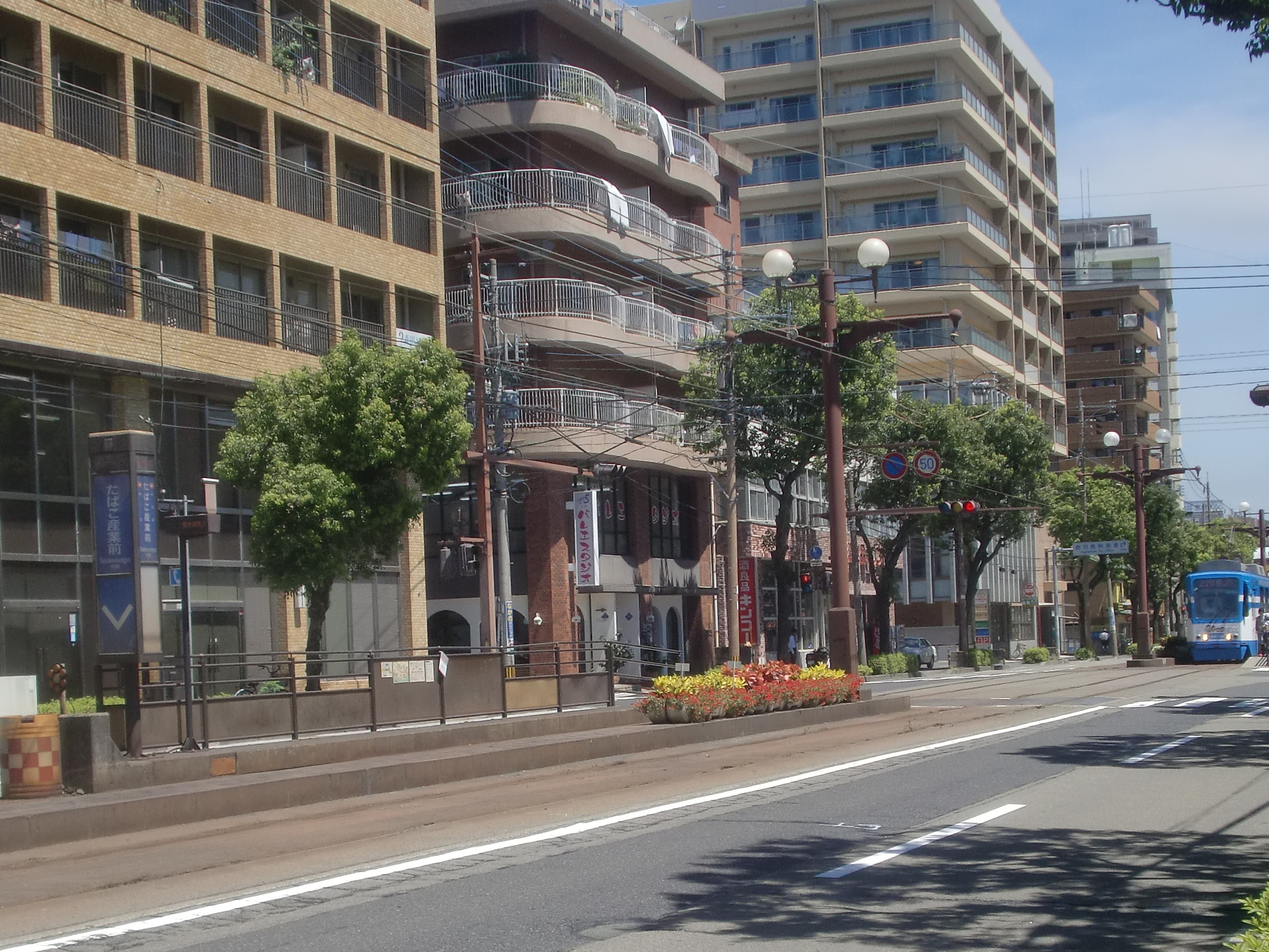
たばこ産業前停留場時代

- 1952年（昭和27年）6月1日：鹿児島市交通課（現・鹿児島市交通局）により専売公社前停留場が設置される。
- 1985年（昭和60年）4月15日：同月1日の日本専売公社の株式会社化に伴い、たばこ産業前停留場へ改名。
- 2015年（平成27年）5月1日：市立病院移転により市立病院前停留場 (2代) へ改称[1]。

旧称の「たばこ産業前」は近くにかつて日本たばこ産業鹿児島工場があったことに由来する。2005年3月に工場が閉鎖された後も停留場名はそのままだったが、2015年5月1日に鹿児島市立病院が工場の跡地へ移転したため改称された。なお、鹿児島市立病院の移転前に「市立病院前」を名乗っていた停留場は甲東中学校前停留場に改称されている。

## 構造
- 2線2面のホーム 。地上駅。
- 両のりばとも車椅子及び電動車椅子の使用はホーム幅にが規定に足りないため不可。
- 無人駅で、乗車券などの販売は行っていない。

### のりば
- 2系統 - 唐湊、工学部、郡元方面
- 2系統 - 鹿児島中央駅、天文館、鹿児島駅方面

## 利用状況
| 年度   | 1日平均 乗降人員 |
| ------ | ---------------- |
| 2011年 | 499              |
| 2012年 | 490              |
| 2013年 | 510              |
| 2014年 | 484              |
| 2015年 | 1,006            |

## 周辺
- 鹿児島市立病院
- 鹿児島大学
- 鹿児島県立甲南高等学校
- タイヨー 上荒田店

## バス路線
市立病院前バス停
- 15-2番・東紫原線(中央駅経由)
- 26番・唐湊線

## 隣の停留場
鹿児島市交通局
鹿児島市電2系統
中洲通停留場 - 市立病院前停留場 - 神田（交通局前）停留場